# Lisette Vind Ebbesen
Lisette Vind Ebbesen (født 2. oktober 1975, Holstebro) er en dansk kunsthistoriker. Hun blev i 2008 direktør for Skagens Museum, i dag Skagens Kunstmuseer, efter knap to år som museumsinspektør på samme sted. Hun har tidligere arbejdet som kunstfaglig assistent på ARoS og hos Galerie MøllerWitt. 
Ebbesen er opvokset i Herborg i Vestjylland og blev i 1995 student fra Ringkøbing Gymnasium. Hun blev i 2005 færdiguddanet som cand.mag i kunsthistorie, fra Aarhus Universitet med speciale i videokunst og specielt den amerikanske videokunstner Bill Viola. Ebbesen var i perioden 2012-2013 desuden medlem af regeringens vækstteam for turisme og oplevelsesøkonomi. Hun er gift, har to børn og er bosat i Skagen.

## Bestyrelsesposter
- KulturarvNord (2007 -)
- Klitgaarden Refugium
- Organisationen Danske Museer (2017 -)

## Priser og legater
2016, Carl Jacobsens Museumsmandslegat